# Moscou en octobre
Pour plus de détails, voir Fiche technique et Distribution.
Moscou en octobre (Москва в Октябре) est un film dramatique soviétique réalisé par Boris Barnet et sorti en 1927.

## Synopsis
Le film présente des scènes mises en scène du soulèvement bolchevique d'octobre à Moscou, ainsi que les événements qui l'ont précédé. Le film commence par une scène où des personnes se rassemblent près du monument dédié à Alexandre Sergueïevitch Pouchkine, avec l'intertitre suivant : « Après les jours de juillet, il y a eu des réunions continues », ce qui indique juillet 1917. Le film couvre les événements à partir de cette date jusqu'à la création du Conseil des commissaires du peuple dirigé par Lénine.

## Fiche technique
- Titre français : Moscou en octobre[2]
- Titre original russe : Москва в Октябре, Moskva v Oktiabre[3]
- Réalisation : Boris Barnet
- Scénario : Oleg Leonidov
- Photographie : Boris Frantisson, Konstantin Kouznetsov (ru), Yakov Toltchan
- Décors : Alexandre Rodtchenko
- Société de production : Mejrabpom-Rous
- Pays de production :  Union soviétique
- Langue originale : russe (film muet)
- Format : noir et blanc - 1,33:1 - Muet - 35 mm
- Genre : film dramatique
- Durée : 77 min
- Dates de sortie :  
  - Union soviétique : 31 octobre 1927

## Distribution
- Vassili Nikandrov : Vladimir Lénine
- Ivan Bobrov (ru) : un bolchévique
- Aleksandr Gromov : un garde rouge
- Boris Barnet : Soldat, orateur
- Anna Sten
- Nikolaï Romanov : le lycéen

## Production
Le film coïncide avec le 10e anniversaire de la révolution d'Octobre et a été retiré sur ordre de la « Commission du jubilé d'Octobre » sous le Présidium du Comité exécutif central de l'URSS (ru).
Une attention particulière a été accordée à l'« appareil du parti » Sergueï Eisenstein, Vsevolod Poudovkine, Esther Choub et Boris Barnet. Mais si les films d'Eisenstein (Octobre), Poudovkine (La Fin de Saint-Pétersbourg) et Choub (Le Grand Chemin), sont devenus largement connus, le film de Barnet n'a pas été très populaire et a été rapidement retiré des salles de cinéma.
Malgré une sortie peu médiatisée en URSS, la presse n'a pas été trop critique, car il était connu que le scénario avait été approuvé par Istpart (ru) et qu'il avait été visionné non seulement par la commission chargée de la préparation des événements solennels, mais aussi lors du prochain plénum du Comité central de l'Union soviétique.
Le film n'a pas été entièrement conservé : plusieurs parties ont été perdues au cours de la Seconde Guerre mondiale.